# Warped!
Warped! je americký komediální seriál, který vytvořili Kevin Kopelow a Heath Seifert a který měl premiéru 16. ledna 2022 na stanici Nickelodeon. V seriálu hrají Kate Godfrey, Anton Starkman, Ariana Molkara a Christopher Martinez.

## Přehled řad
| Řada | Díly | Premiéra v USA | Premiéra v USA | Premiéra v ČR | Premiéra v ČR |
| Řada | Díly | První díl      | Poslední díl   | První díl     | Poslední díl  |
| ---- | ---- | -------------- | -------------- | ------------- | ------------- |
| 1    | 13   | 16. ledna 2022 | bude oznámeno  | bude oznámeno | bude oznámeno |

## Seznam dílů

### První řada (2020-2021)
| Č. v seriálu | Č. v řadě | Původní název     | Český název   | Režie                  | Scénář                        | Premiéra v USA | Premiéra v ČR | Prod. kód |
| ------------ | --------- | ----------------- | ------------- | ---------------------- | ----------------------------- | -------------- | ------------- | --------- |
| 1            | 1         | Pilot!            | bude oznámeno | Jonathan Judge         | Kevin Kopelow & Heath Seifert | 16. ledna 2022 | bude oznámeno | 101       |
| 2            | 2         | Challenged!       | bude oznámeno | Jonathan Judge         | Kevin Kopelow & Heath Seifert | 20. ledna 2022 | bude oznámeno | 102       |
| 3            | 3         | Duped!            | bude oznámeno | Trevor Kirschner       | Kevin Kopelow & Heath Seifert | 27. ledna 2022 | bude oznámeno | 105       |
| 4            | 4         | Space-Conflicted! | bude oznámeno | Leonard R. Garner, Jr. | Jeny Quine                    | 3. února 2022  | bude oznámeno | 107       |
| 5            | 5         | Sandwiched!       | bude oznámeno | Jonathan Judge         | Joey Manderino                | 10. února 2022 | bude oznámeno | 103       |
| 6            | 6         | Plagiarized!      | bude oznámeno | bude oznámeno          | bude oznámeno                 | 17. února 2022 | bude oznámeno | 109       |
| 7            | 7         | Creeped!          | bude oznámeno | bude oznámeno          | bude oznámeno                 | 24. února 2022 | bude oznámeno | 104       |